# Pagar Agung (Semendo Darat Laut)
Pagar Agung is een bestuurslaag in het regentschap Muara Enim van de provincie Zuid-Sumatra, Indonesië. Pagar Agung telt 658 inwoners (volkstelling 2010).